# Yngve Janson

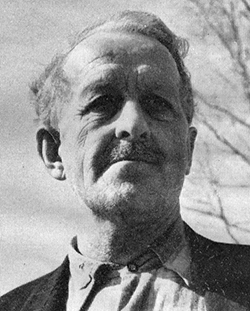
Yngve Janson

Johan Bertil Yngve Janson, född den 13 februari 1887 i Länna socken, Uppland, död där den 31 mars 1954. var en svensk träarbetare och författare.

## Biografi
Föräldrar var lantbrukaren P. J. Jansson och Lovisa Mathilda Lundin. Fadern var en mönsterjordbrukare bosatt i Underskog, som även var litterärt intresserad och medverkade i dagspressen med artiklar i dagspolitiska frågor. Janson hade genomgått Tärna folkhögskola men var främst verksam som träarbetare. Han skrev även hembygdslyrik och blev känd som Roslagens skald. Han var intresserad av fornminnesvård och blev med tiden alltmer inriktad på regligiösa frågor.

### Skönlitteratur
- Dikter och visor av tre rospiggar. Norrtelje. 1920. Libris 2725697 - Tillsammans med Hugo Jansson och Gustav Vennberg.
- Roslagslåtar och Roslagssägner / utgiven genom Roslagens fornminnes- och hembygdsförening. Norrtelje. 1925. Libris 1485502
- Ensamma år : dikter. Hvetlanda: Sv. allmogeförl. 1927. Libris 1332484
- Sånger vid korset. Stockholm: Filadelfia. 1933. Libris 1356498
- Lösta fångar : vittnesbörd om Guds makt. Stockholm: Filadelfia. 1935. Libris 1356496
- Genom elden : dikter. Norrtälje: Norrtelje Tidning. 1940. Libris 1372342
- Hjärtat sjunger : dikter. Uddevalla: Kåbe. 1951. Libris 1453961
- Dikter / i urval av Nils Ferlin ; teckningar av Harald Lindberg. Bergshamra: Kultursektionen, Bergshamra skid- och simhopparfören. 1994[1955]. Libris 1956887. ISBN 91-7798-871-X

### Varia
- Hemkomst : två år bland pingstfolk. Stockholm: Filadelfia. 1930. Libris 1332485
- På trons väg. Stockholm: Filadelfia. 1932. Libris 1356497
- Något om samfundssplittringen - dess orsaker och botemedel m. m. Norrtälje: [Förf.]. 1937. Libris 1372343
- Ockuperad kristendom : den andliga motståndsrörelsens frihetskämpar tillägnad. Gökalund: Sv. världsfredsmissionens förl. 1948. Libris 1408873